# لايلي ميس
لايلي ميس (بالإنجليزية: Lyle Mays)‏ هو عازف الأرغن وعازف جاز وملحن وعازف بيانو أمريكي، ولد في 27 نوفمبر 1953 في واسوكي في الولايات المتحدة.

## وصلات خارجية
- الموقع الرسمي
- لايلي ميس على موقع IMDb (الإنجليزية)
- لايلي ميس على موقع ميوزك برينز (الإنجليزية)
- لايلي ميس على موقع أول ميوزيك (الإنجليزية)
- لايلي ميس على موقع ديسكوغز (الإنجليزية)
- لايلي ميس على موقع قاعدة بيانات الفيلم (الإنجليزية)